# Umbridae
La famiglia Umbridae comprende 7 specie di pesci d'acqua dolce, appartenenti all'ordine Esociformes.

## Distribuzione e habitat
Queste specie sono diffuse in acque dolci fredde prevalentemente in Nord America e in Siberia, una specie (Umbra krameri) si trova nel bacino idrografico del Danubio.

## Descrizione
Gli Umbridi sono pesci dal corpo allungato, con testa grossa e prominente, pinna dorsale arretrata e in generale pinne robuste e arrotondate. La livrea è variabile secondo la specie, ma rimane sui toni bruni atti al mimetismo. Le dimensioni variano dagli 8 ai 33 cm di lunghezza massima, secondo la specie.

## Etimologia

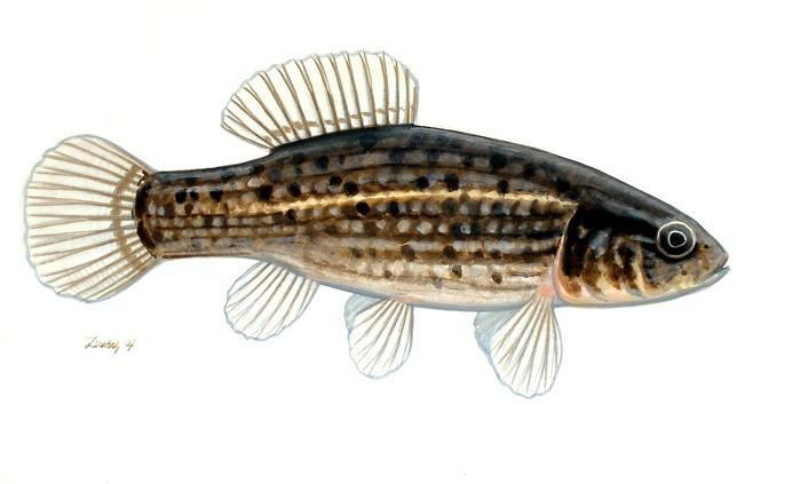
Umbra krameri

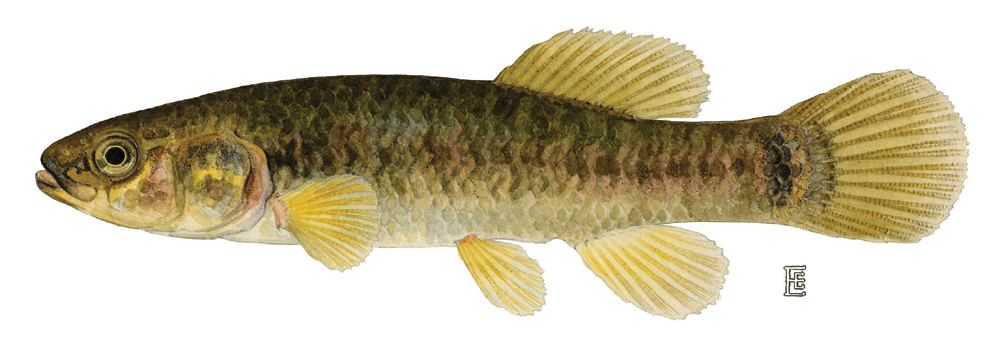
Umbra limi

Il nome scientifico degli Umbridi deriva dal latino Umbra, ombra, dovuto alla velocità con cui questi pesci bruni si muovono tra le acque fluviali.

## Acquariofilia
Alcune specie sono allevate in acquario d'acqua fredda.

## Specie
La famiglia è divisa in 3 generi, per un totale di 7 specie classificate (al 2010):
- Genere Dallia
  - Dallia admirabilis
  - Dallia delicatissima
  - Dallia pectoralis
- Genere Novumbra
  - Novumbra hubbsi
- Genere Umbra
  - Umbra krameri
  - Umbra limi
  - Umbra pygmaea